# Andrena ovatula

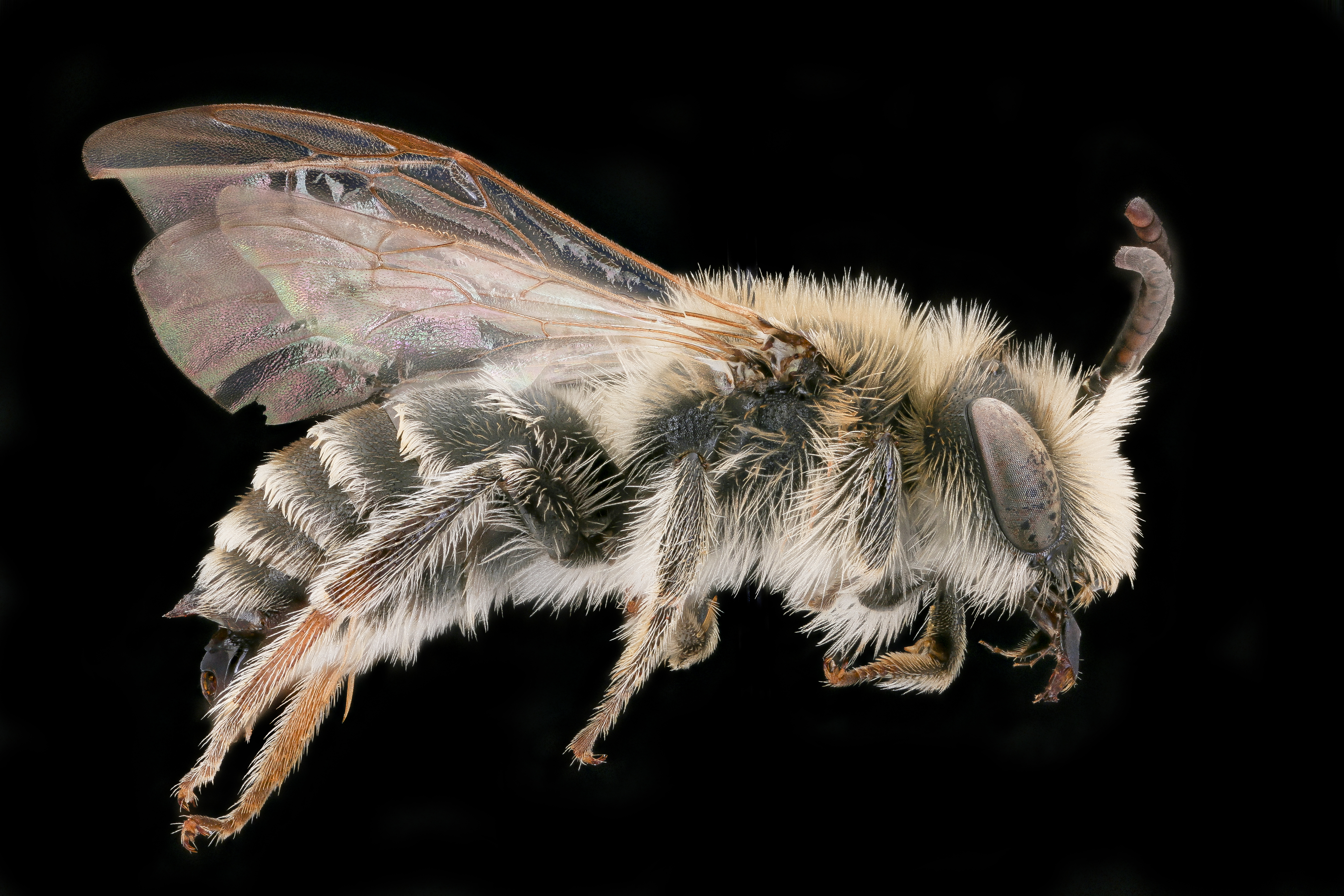
Andrena ovatula, Weibchen

Andrena ovatula ist eine Sandbiene aus der Familie Andrenidae. Sie ist eine solitäre, nestbauende Biene, die zwei Generationen im Jahr hat. Auf Deutsch wird sie manchmal „Ovale Kleesandbiene“ genannt.

## Merkmale
Bei dieser mittelgroßen Sandbiene sind die Weibchen 9 bis 10 mm lang, die Männchen 7 bis 10 mm. Die Weibchen sind mehr oder weniger braun behaart, sie haben am weitgehend unbehaarten Hinterleib schmale weiße Tergitbinden und gelbe Hinterbeine. Der Hinterleib ist etwas eiförmig (Name). Die Männchen sind heller als die Weibchen behaart, sie haben auch schmale helle Tergitbinden. 
Andrena ovatula ist sehr ähnlich wie Andrena wilkella, Andrena similis und andere Arten. Für eine sichere Bestimmung ist Spezialliteratur und Vergleichsmaterial nötig, bei den Männchen ist meist eine Präparation der Genitalien nötig.

## Verbreitung und Lebensraum
Andrena ovatula ist nahezu in der ganzen Paläarktis verbreitet, sie kommt von Portugal über ganz Europa bis in den Fernen Osten vor. Nach Norden ist die Art bis Südschottland und Irland verbreitet, nach Süden bis Sizilien, Kreta, Zypern und Israel verbreitet. Sie kommt auch in Nordafrika, von Marokko bis Ägypten, vor.
In Deutschland, Österreich und der Schweiz ist sie aus allen Regionen gemeldet und ist meist häufig zu finden.
Andrena ovatula lebt auf trockenen Wiesen, Hochwasserdämmen, Ruderalflächen, Sand- und Kiesgruben, sowie in Parks und Gärten.

## Lebensweise
Andrena ovatula nistet in selbst gegrabenen Nestern in der Erde, wobei keine Bevorzugung von bestimmten Bodenarten erkennbar ist. Teilweise bilden die Nester größere Aggregationen. Die Biene hat zwei Generationen im Jahr, in Deutschland die erste von Ende April bis Mitte Juni, die zweite von Mitte Juli bis Anfang September. Die Weibchen sammeln vor allem Pollen von Schmetterlingsblütlern und in geringeren Mengen auch von Korb- und Kreuzblütlern.
Parasiten: Als Kuckucksbienen parasitieren Nomada rhenana und möglicherweise Sphecodes ephippius an Andrena ovatula. Erwachsene Bienen sind manchmal von dem Fächerflügler Stylops thwaitesi befallen.

## Systematik
Andrena albofasciata ist vermutlich ein Synonym von A. ovatula, vielleicht aber auch eine eigene, nahe verwandte Art. Es wurden auch Unterarten von A. ovatula benannt, deren Gültigkeit jedoch fraglich ist. Die Taxonomie der nahe verwandten Arten (sogenannte A. ovatula-Gruppe:  A. wilkella, A. similis, A. intermedia und A. gelriae) sollte dringend revidiert werden.